# Daalderop

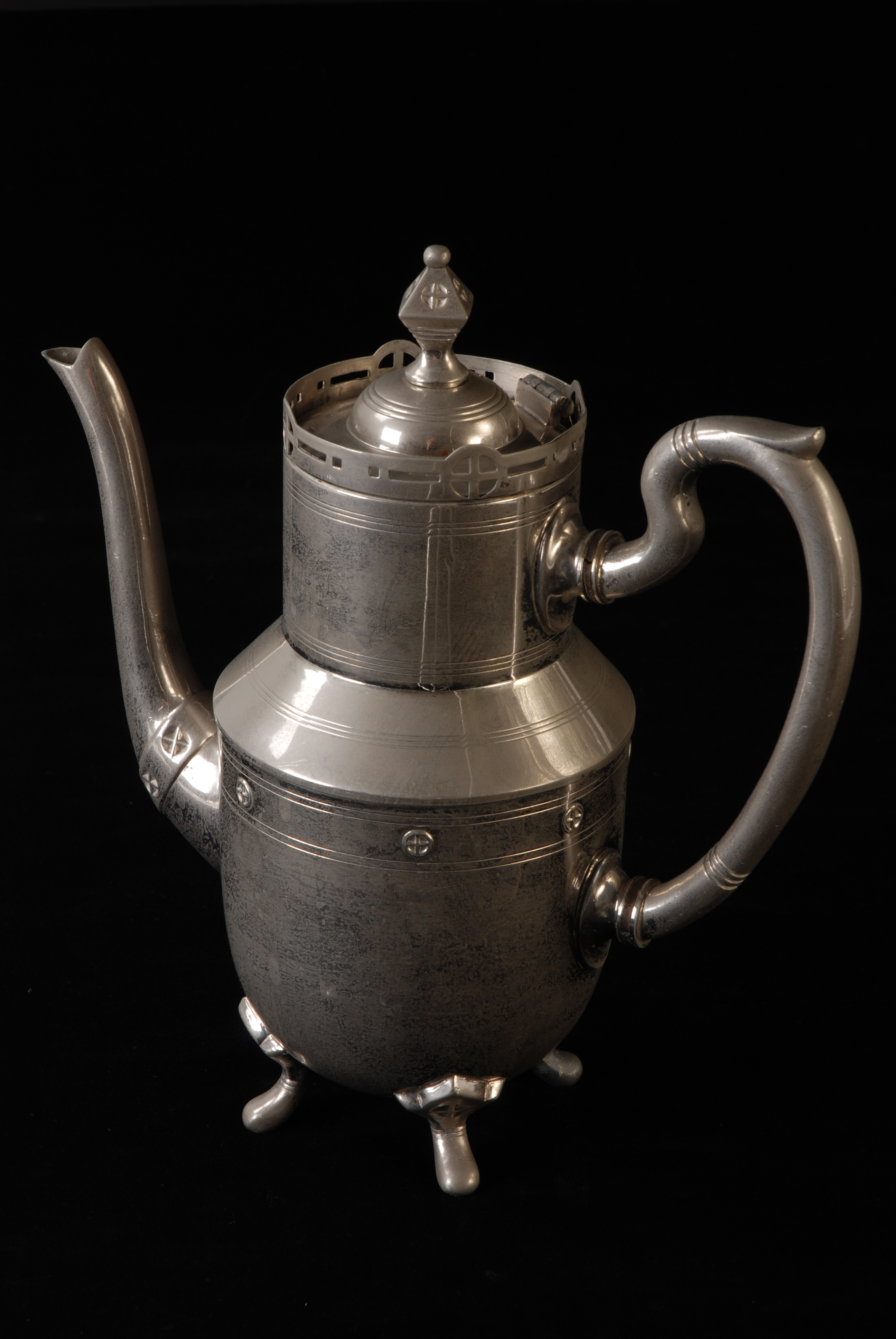
Blank metalen koffiepot

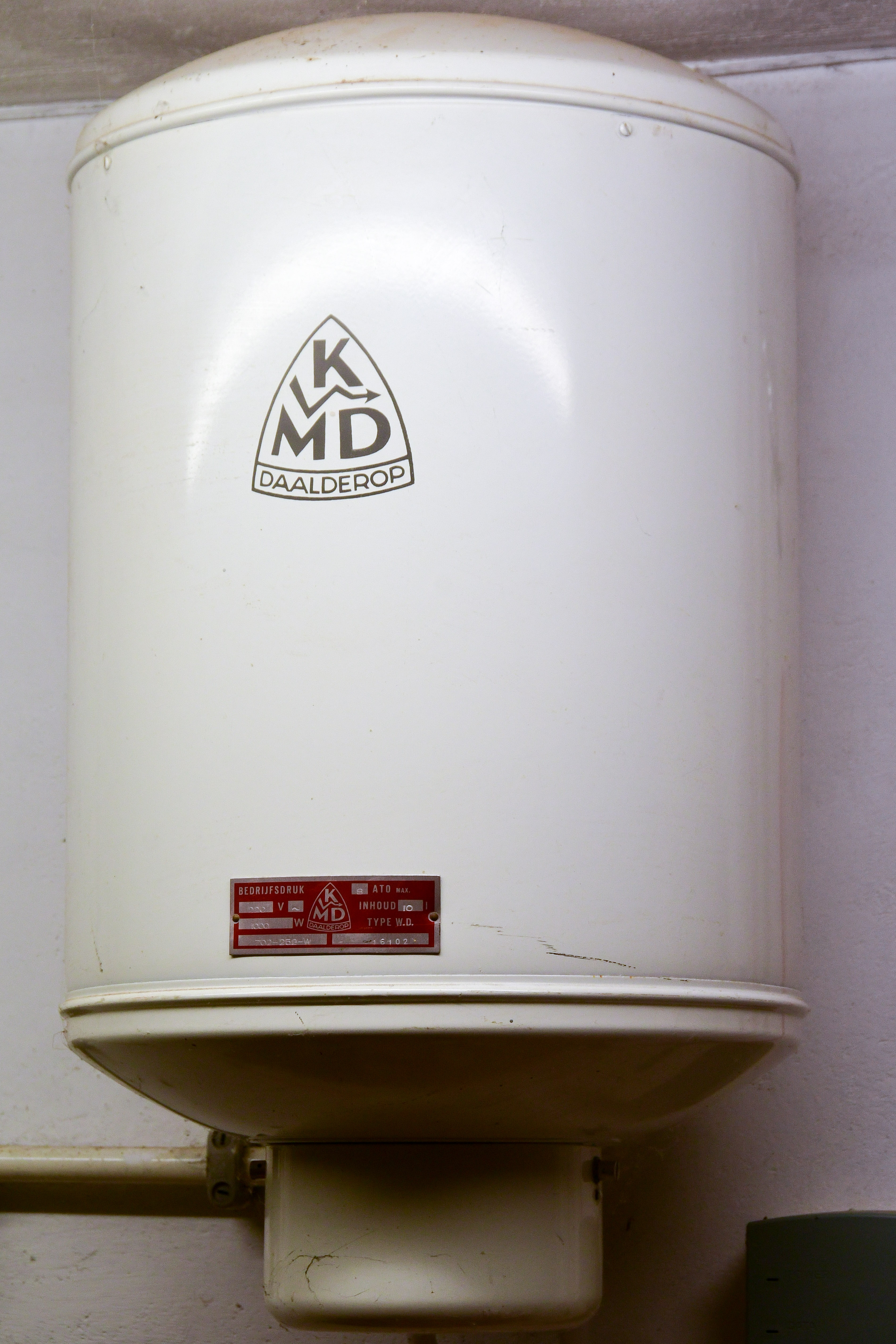
Elektrische boiler KMD Daalderop (ca. 1964)

Daalderop is een voormalig metaalwarenbedrijf te Tiel.

## Geschiedenis
Het bedrijf werd opgericht in 1880 door J.N. Daalderop. Men vervaardigde huishoudelijke artikelen in de stijl van de nieuwe kunst, een strakke variant van de jugendstil. Het betrof serviezen, potten en schalen, ketels, en petroleum- en gaslampen. De belangrijkste ontwerper was Meine Huisenga, die tot het begin van de Tweede Wereldoorlog voor het bedrijf actief zou blijven. Ook Klaas van Aken werkte korte tijd als ontwerper bij Daalderop.
De producten werden ook geëxporteerd en het bedrijf groeide. In 1914 telde het 359 medewerkers. In 1917 werd de onderneming omgezet in een nv, de Koninklijke Metaalwarenfabriek voorheen J.N. Daalderop en Zonen. Rond deze tijd kwamen huishoudelijke elektrische toestellen in gebruik die Daalderop toevoegde aan het productieassortiment. Dit begon met een elektrisch verwarmd scheerbakje, en al spoedig werden ook boilers vervaardigd. De stijl van de producten evolueerde naar die van art deco en de Amsterdamse School. Eind jaren 30 van de 20e eeuw telde het bedrijf ongeveer duizend medewerkers en het was daarmee een van de grootste werkgevers van Tiel. Het familiebedrijf stond onder de onbetwiste leiding van Johan Daalderop (1883-1961).

### Na 1940
De Tweede Wereldoorlog betekende een tijdelijke terugslag: plundering van inventaris door de Duitse bezetter en vernieling van het bedrijfsgebouw door geallieerd vuur. Er volgde een nieuwe bloeiperiode, in 1946 waren er al weer 525 personen werkzaam. Het bedrijf omvatte vrijwel alle facetten van de lichtmetaalbewerking, met een eigen stempel- en gereedschapmakerij, stamperij, forceerderij, plaatwerkerij, metaaldraaierij, koper- en tingieterij, polijsterij en slijperij, galvaniseerderij en lakspuiterij en tot slot de montage-afdeling. Er werden koperen en tinnen artikelen en onder andere gascilinders, jerrycans, verlichtingsartikelen, elektrische verwarmingsapparaten en heetwaterreservoirs geproduceerd. De personeelsomvang was midden 1950 ruim 1000. In 1957 kwam de dubbelwandige theepot 'Doroté' op de markt, die een theemuts overbodig maakte. Het koffiezetapparaat 'Presto', dat sinds 1962 in licentie van een Amerikaans bedrijf werd vervaardigd was een succes. Een specialiteit van het bedrijf bleef de vervaardiging van tinnen producten.
In 1961 werd nog een apart filiaal te Wijchen (plaats) geopend, waar Daalderop reeds midden jaren 1950 actief was. Maar zoals veel productiebedrijven kreeg Daalderop het in de jaren 1960 moeilijk. In 1969 fuseerde het familiebedrijf met een ander familiebedrijf in een deels verwante sector, Etna. Het fusiebedrijf werd vervolgens overgenomen door Internatio-Müller. In de jaren 1970 volgden werktijdverkorting en massaontslagen. Met name de tinproductie, waarvan de helft werd geëxporteerd naar de VS), stond onder druk. Ze werd, net als die van huishoudelijke voorwerpen, beëindigd in de jaren 1980. Het bedrijf concentreerde zich op verwarmingsapparatuur, met name boilers. In 1981 werden 90 van de 463 werknemers ontslagen en ten slotte werkte er nog slechts een honderdtal mensen. In 1989 verkocht Internatio-Müller Daalderop, met toen nog 80 medewerkers, aan het Ierse Unidare plc.

### Vanaf 2005
In 2005 verhuisde het bedrijf van de Binnenhoek naar bedrijventerrein Medel, waar het is gevestigd aan de Lingewei. Het terrein aan de Binnenheuvel werd een plek voor woningbouw. Daalderop ging in 2011 een samenwerkingsverband aan met het in Etten-Leur en Schiedam gevestigde Itho, sindsdien is de naam Itho Daalderop. Sinds 2015 vormen Itho Daalderop en Klimaatgarant samen de CFL Holding. Door in te spelen op de groeiende vraag naar warmtepompen en te investeren in productiefaciliteiten hiervoor groeide deze bedrijvencombinatie tot ca 500 personeelsleden en een omzet van € 221 miljoen in 2022. In september 2023 werden Itho Daalderop en Klimaatgarant verkocht aan de Zweedse grootindustrieel op verwarmingsgebied NIBE Industrier voor 640 miljoen euro.